# Christian Koenig (Rechtswissenschaftler)
Christian Koenig (* 5. März 1961 in Münster) ist ein deutscher Rechtswissenschaftler und Professor an der Rechts- und Staatswissenschaftlichen Fakultät der Universität Bonn.

## Leben
Koenig studierte nach dem Abitur von 1980 bis 1985 Rechtswissenschaften an der Freien Universität Berlin und an der Johannes Gutenberg-Universität Mainz. Im Jahre 1985 legte er das Erste Juristische Staatsexamen ab und erwarb 1986 den Master of Laws an der London School of Economics (LSE).
Nach seiner Promotion zum Dr. iur. im Jahre 1988, legte er 1991 das Zweite Juristische Staatsexamen ab. Danach arbeitete er kurz in einer internationalen Anwaltssozietät. Seine Habilitation vollendete er im Jahre 1993 an der Philipps-Universität Marburg. In den Jahren 1993 und 1994 bekleidete er Professuren an der Universität Hamburg bzw. der Johannes Gutenberg-Universität Mainz. 1995 wurde er ordentlicher Professor am Fachbereich Rechtswissenschaften der Philipps-Universität Marburg, bevor er 1999 sein Amt als ordentlicher Professor an der Rheinischen Friedrich-Wilhelms-Universität Bonn antrat.
Koenig ist seit dem 1. April 1999 Direktor am Zentrum für Europäische Integrationsforschung (ZEI).
Die Lehrschwerpunkte von Koenig umfassen das Recht des EU-Binnenmarktes, das Allgemeine Verwaltungsrecht, das Wirtschaftsverwaltungsrecht, das EU-Wettbewerbsrecht sowie das Regulierungsrecht der Netzwirtschaften. Koenig leitet den englischsprachigen interdisziplinären Studiengang Master of European Regulation of Network Industries (MERNI).
Seine Veröffentlichungen, Forschungsprojekte sowie Gutachtertätigkeiten befassen sich schwerpunktmäßig mit dem Recht des EU-Binnenmarktes, dem EU-Wettbewerbsrecht, insbesondere Beihilfen- und Vergaberecht, dem Recht der Infrastrukturförderung, dem Telekommunikationsrecht, dem Postrecht, dem Energierecht, dem Glücksspielrecht sowie dem Gesundheits- und Arzneimittelrecht. Dabei stehen oft komplexe Regulierungsfragen im Zentrum der Expertise, die vor allem ein interdisziplinäres Verständnis für wirtschaftswissenschaftliche Nachbardisziplinen verlangen.
Im Bereich der Infrastrukturförderung hat Koenig zahlreiche Großprojekte wie mehrere multifunktionale Fußballarenen, Rennstrecken, Konzert- und Mehrzweckhallen und Pipeline-Infrastrukturen EU-beihilfen- und vergaberechtlich begleitet.
Koenig tritt häufig als Prozessbevollmächtigter vor dem Europäischen Gerichtshof sowie vor dem Gericht der Europäischen Union auf.